# Bird & Diz
Bird & Diz è un album dei musicisti jazz Charlie Parker e Dizzy Gillespie, pubblicato nel 1950.  

## Descrizione
Venne registrato principalmente il 6 giugno 1950 a New York City. Due tracce incluse nella versione originale del disco, Passport e Visa, furono incise da Parker, senza Gillespie e con musicisti differenti rispetto a quelli presenti negli altri brani, nel marzo e maggio del 1949. L'album venne pubblicato in origine nel 1952 su LP 10" come raccolta di singoli apparsi su 78 giri, dall'etichetta sussidiaria della Verve chiamata Clef Records.
Nonostante il produttore delle sessioni fosse Norman Granz, che era conosciuto all'epoca per la sua preferenza verso l'impiego di grandi orchestre e di arrangiamenti complessi, l'album contiene composizioni eseguite impiegando la classica strumentazione essenziale del bebop: sassofono, tromba, pianoforte, contrabbasso, e batteria. L'opera è l'ultima collaborazione in studio tra Parker e Gillespie, ed è notevole inoltre per contenere una delle prime apparizioni su disco del pianista Thelonious Monk. L'album è stato ristampato diverse volte nel corso degli anni, anche con copertine differenti, sia dalla Verve che dalla PolyGram Records.

## Tracce
- Incluse sull'LP originale, Passport e Visa sono state escluse dalle ristampe successive dell'album perché non registrate durante le sessioni del 1950 per Bird & Diz.

### Lato 1
| Traccia | Data reg. | N° Cat. | Titolo             | Autori                              | Durata |
| ------- | --------- | ------- | ------------------ | ----------------------------------- | ------ |
| 1.      | 6/6/50    | C 410-4 | Bloomdido          | Charlie Parker                      | 3:25   |
| 2.      | 6/6/50    | C 413-2 | My Melancholy Baby | Ernie M. Burnett & George A. Norton | 3:24   |
| 3.      | 6/6/50    | C 415-4 | Relaxin' with Lee  | Charlie Parker                      | 2:47   |
| 4.      | 5/5/49    | C 295-2 | Passport           | Charlie Parker                      | 3:00   |

### Lato 2
| Traccia | Data reg. | N° Cat.  | Titolo                 | Autori                        | Durata |
| ------- | --------- | -------- | ---------------------- | ----------------------------- | ------ |
| 1.      | 6/6/50    | C 414-11 | Leap Frog              | Benny Harris & Charlie Parker | 2:29   |
| 2.      | 6/6/50    | C 411-4  | An Oscar for Treadwell | Charlie Parker                | 3:23   |
| 3.      | 6/6/50    | C 412-6  | Mohawk                 | Charlie Parker                | 3:35   |
| 4.      | 2/3/49    | C 293-4  | Visa                   | Charlie Parker                | 2:55   |

### Riedizione
- La ristampa rimasterizzata della Verve/PolyGram include altre 18 tracce bonus e note interne ad opera di James Patrick e del produttore Norman Granz.

1. Bloomdido - 3:25
2. My Melancholy Baby - 3:24
3. Relaxin' with Lee - 2:47
4. Leap Frog - 2:29
5. An Oscar for Treadwell - 3:23
6. Mohawk - 3:35
7. My Melancholy Baby (Complete Take) - 3:17
8. Relaxin' With Lee (Take 4  Complete Take) - 3:56
9. Leap Frog (Take 11  Complete Take) - 2:34
10. Leap Frog (Take 8  Complete Take) - 2:02
11. Leap Frog (Take 9  Complete Take) - 2:06
12. An Oscar for Treadwell (Take 4  Complete Take) - 3:21
13. Mohawk (Take 3  Complete Take) - 3:48
14. Relaxin' With Lee (Take 1  Breakdown Take) - 0:17
15. Relaxin' With Lee (Take 2  Breakdown Take) - 1:08
16. Relaxin' With Lee (Take 3  False Start) - 0:04
17. Relaxin' With Lee (Take 5  Breakdown Take) - 0:24
18. Leap Frog (Take 1  Breakdown Take) - 0:26
19. Leap Frog (Take 7  Breakdown Take) - 0:14
20. Leap Frog (Take 10  Breakdown Take) - 0:40
21. Leap Frog (Take 2  Breakdown Take) - 0:18
22. Leap Frog (Take 6  Breakdown Take) - 0:20
23. Leap Frog (Take 4  Breakdown Take) - 0:13
24. Leap Frog (Take 3  Breakdown Take) - 0:41

## Crediti

### Musicisti
- Charlie Parker - sax alto
- Curly Russell - contrabbasso (eccetto tracce A4 & B4)
- Buddy Rich - batteria (eccetto tracce A4 & B4)
- Thelonious Monk - pianoforte (eccetto tracce A4 & B4)
- Dizzy Gillespie - tromba (eccetto tracce A4 & B4)
- Tommy Potter - contrabbasso (tracce A4 & B4)
- Carlos Vidal - bonghi (traccia B4)
- Max Roach - batteria (tracce A4 & B4)
- Al Haig - pianoforte (tracce 4 & 8)
- Tommy Turk - trombone (traccia B4)
- Kenny Dorham - tromba (tracce 4 & 8)

### Produzione
- Norman Granz - produzione
- Dennis Drake - masterizzazione audio
- David Stone Martin - cover design